# Дончев, Димитр
Димитр Дончев (21 июля 1958, Шумен) — болгарский шахматист, гроссмейстер (1990).
Двукратный чемпион Болгарии (1983 и 1988).
В составе национальной сборной участник 2-х Олимпиад (1982 и 1988) и 2-х командных чемпионатов Европы (1989—1992).

## Изменения рейтинга
| Графики недоступны из-за технических проблем. См. информацию на Фабрикаторе и на mediawiki.org. |